# Michel Brusseaux
Michel Brusseaux (Orano, 19 marzo 1913 – 28 febbraio 1986) è stato un calciatore e allenatore di calcio francese, di ruolo jolly.

## Palmarès

### Club

#### Competizioni nazionali
- Campionato francese: 1

Sète: 1938-1939